# هاسلوم
هاسلوم (به لاتین: Haslum) یک منطقهٔ مسکونی در نروژ است که در آکرشوس واقع شده‌است. جمعیت این منطقه در سال ۲۰۰۷، ۶۰۴۱ نفر بوده‌است.

## تصاویر کلیسای هاسلوم

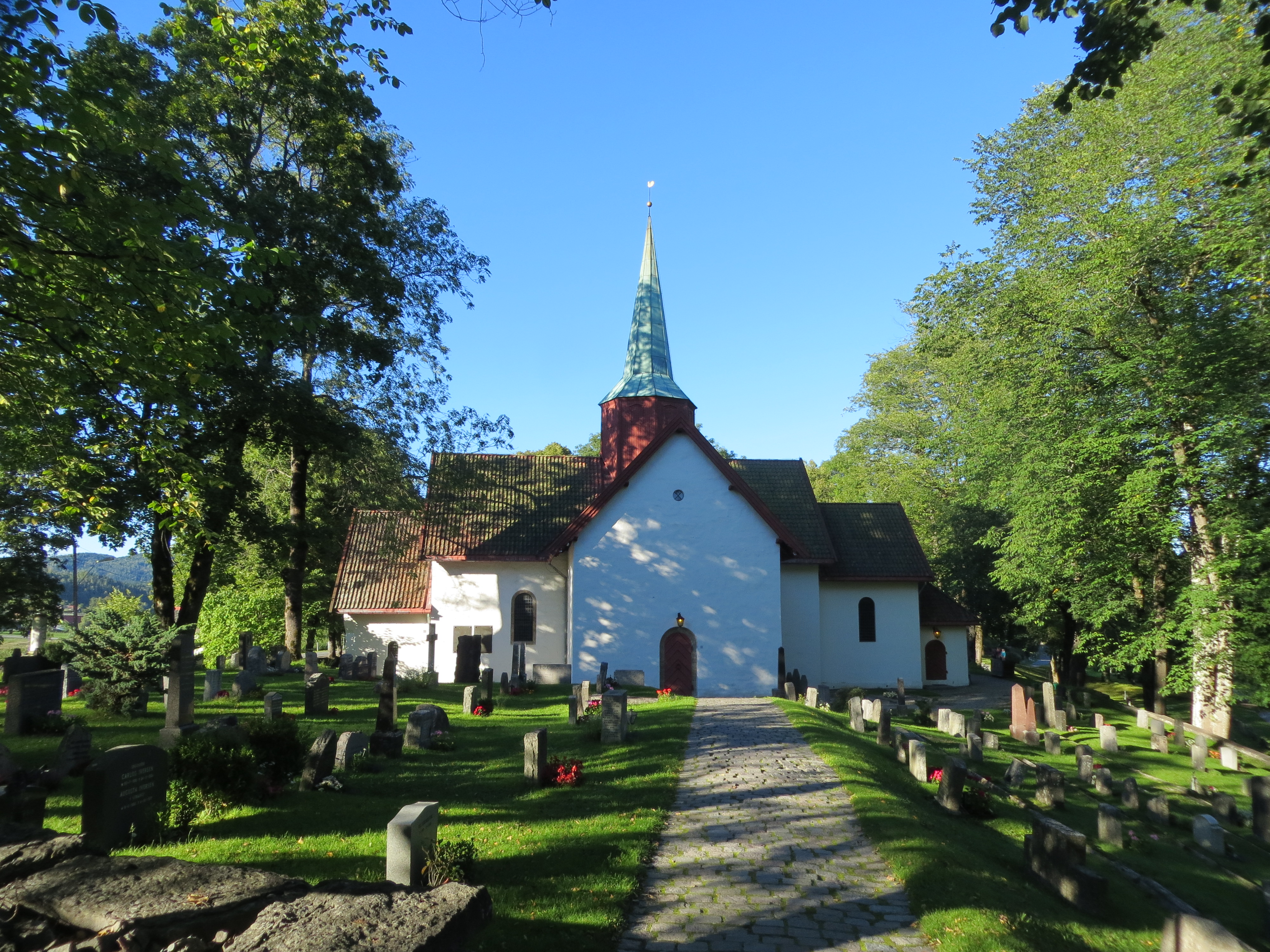
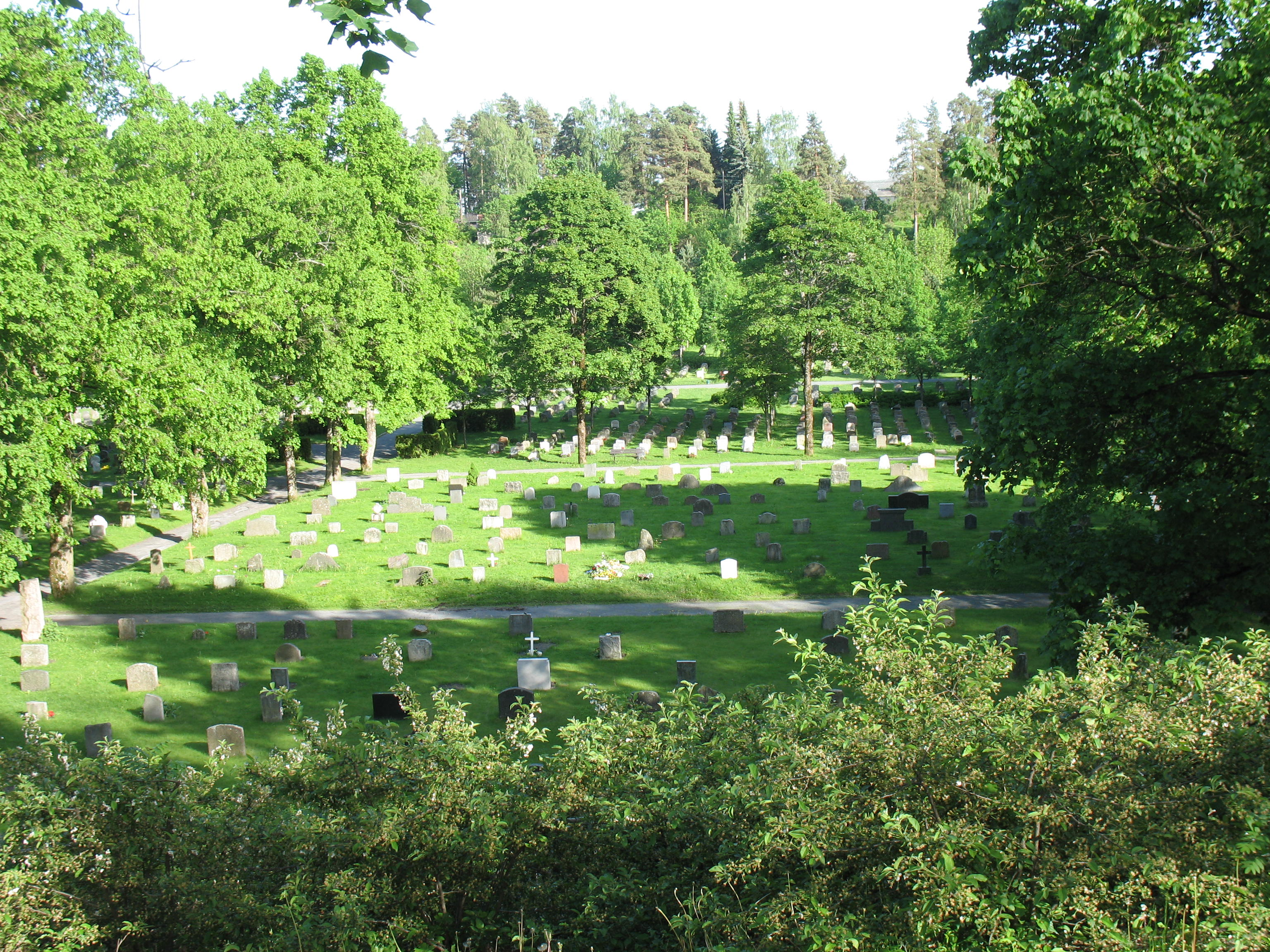
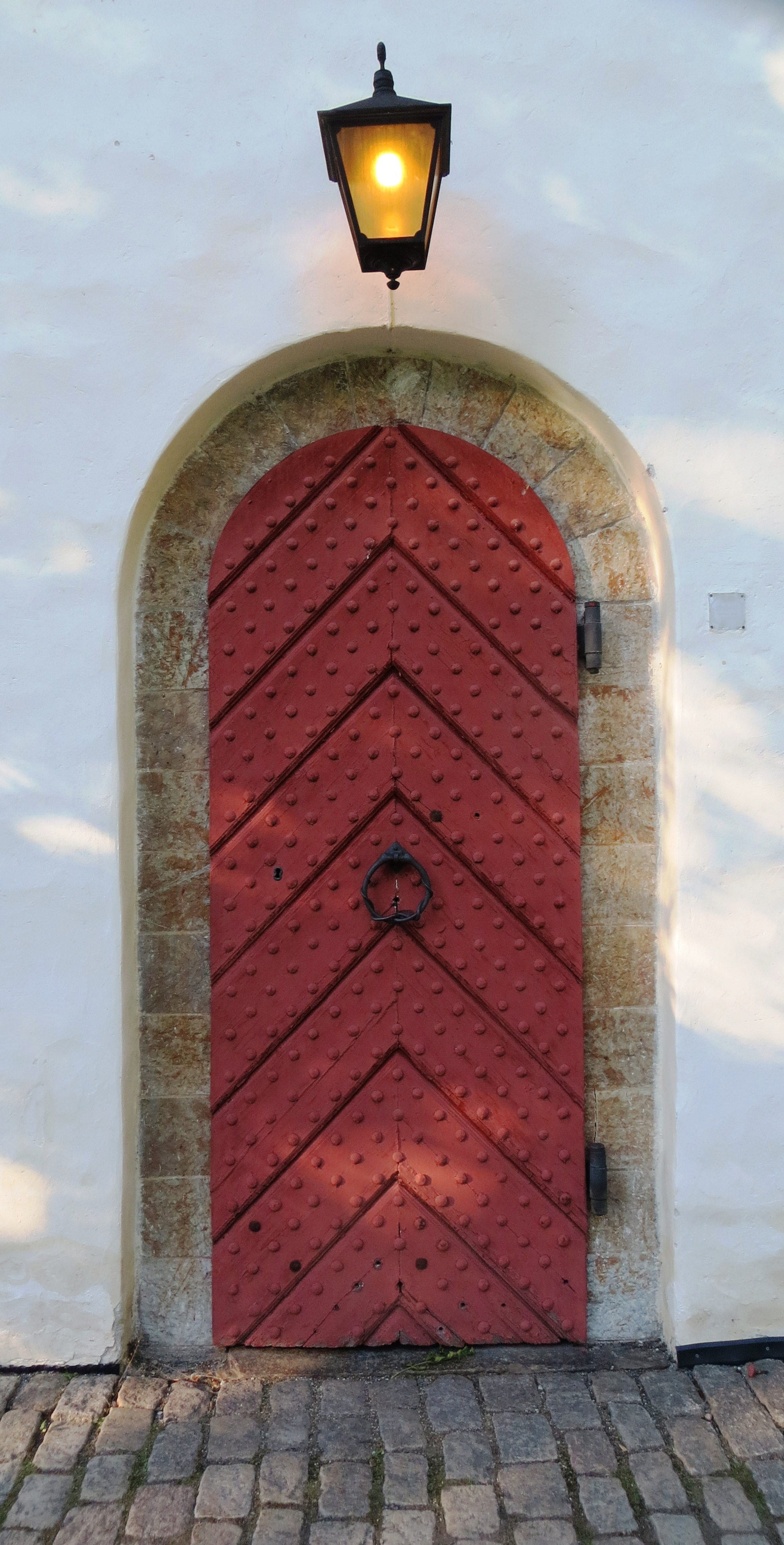
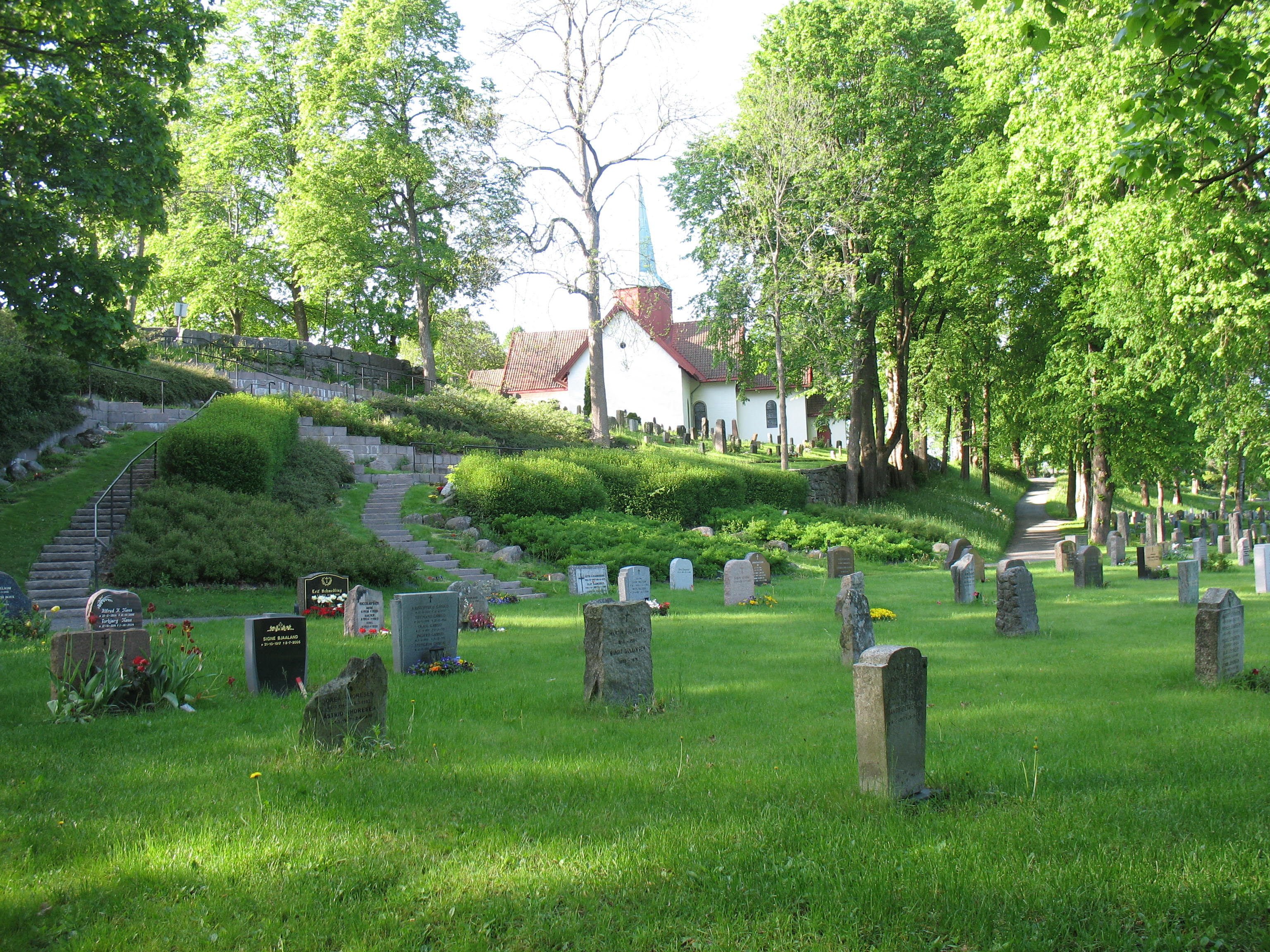
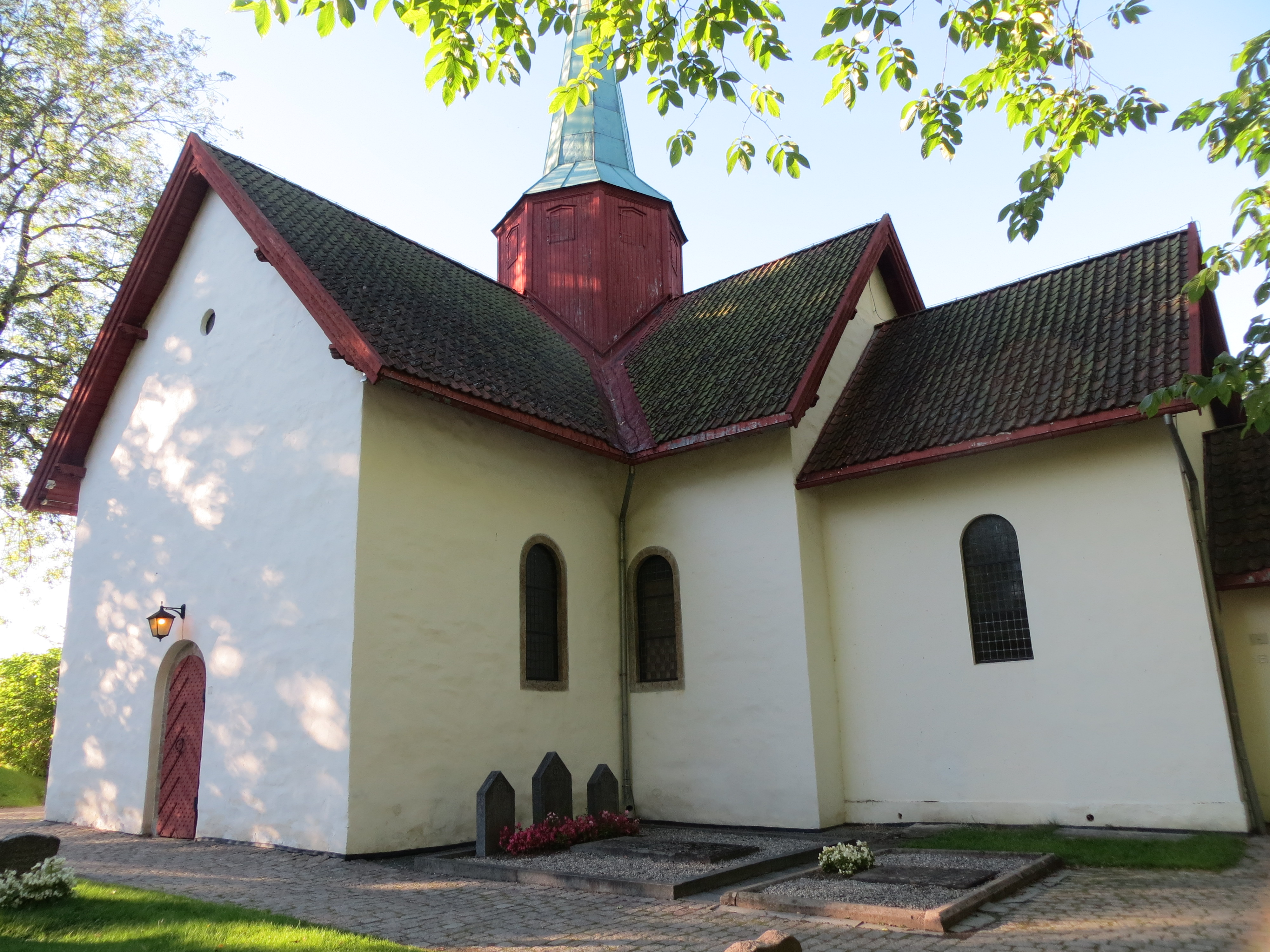